# مارچلو ساموئل برمن
 مارچلو ساموئل برمن (انگلیسی: Marcelo Samuel Berman؛ زاده ۱۰ آوریل ۱۹۴۵) یک دانشمند است. 